# 에쿠스 (희곡)

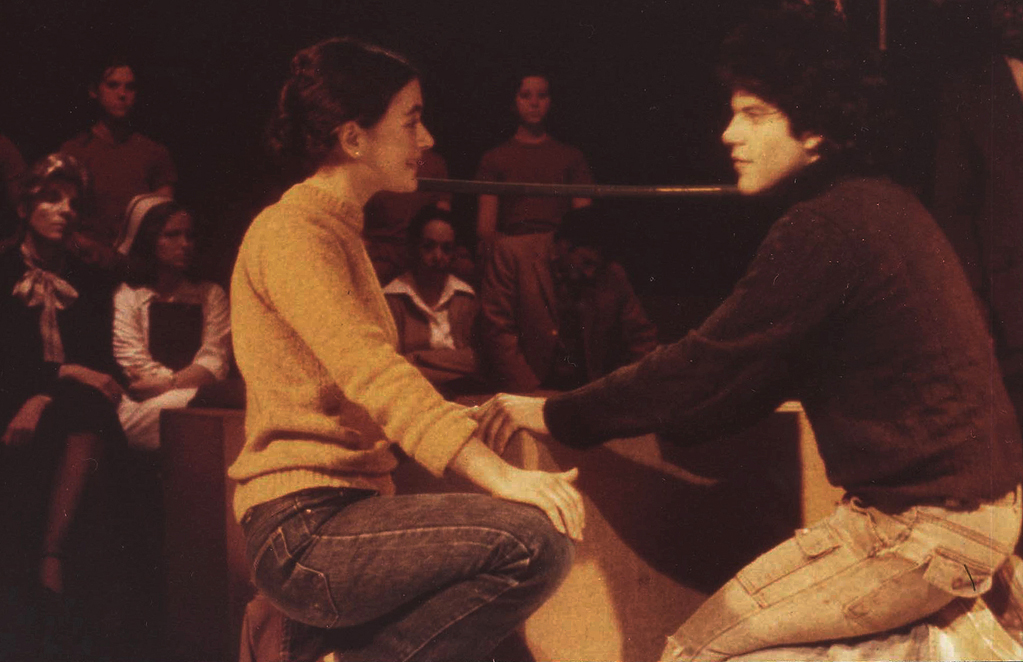

《에쿠스》(Equus)는 영국의 극작가 피터 섀퍼의 대표작으로서 1973년에 영국 올드빅 극장에서 초연된 후 전세계적으로 센세이션을 일으킨 작품이다. 한국에서는 1975년 9월에 극단 '실험극장(實驗劇場)'이 신정옥(申定玉) 역, 김영렬(金英烈) 연출로 소극장 개관기념으로 공연하여 3개월이라는 연극사상 최장기 기록을 세웠고 관객 확대에도 성공하여 연극에 대한 대중의 새로운 인식과 아울러 연극운동의 전환점을 만든 작품이다. 현대문명과 기성도덕, 또 그에 따른 기성세대의 위선을 비판한 이 작품은 근본적으로 현대인의 절망과 실존적 고뇌를 그리고 있다. 라틴어로 말(馬)이란 뜻의 '에쿠우스'는 영국 법정에서 커다란충격과 파문을 불러일으켰던 '6마리의 말의 눈을 쇠꼬챙이로 찌른 마굿간 소년의 괴기적 범죄실화'를 소재로 한 작품이다. 한 시골 정신병동이 무대로 되어 있는 이 작품의 줄거리는 대략 다음과 같다. 어느날 한 여판사는 6마리의 말을 쇠꼬챙이로 찔러 법정에 서게 된 소년을 정신과 의사에게 데려와서 그 원인규명과 진료를 간청한다. 이 소년은 형벌보다는 병리적 치료를 받게 해야 할 것이라는 것이 여판사의 제안이었다. 의사는 자기 병원에 입원시킨 후 그 소년의 범죄에 대한 심리적 요인을 캐기 시작한다. 그리하여 의사는 소년의 부모를 찾아가서 그 집안 사정부터 알아본다. 소년의 아버지는 인쇄공이고 어머니는 전직 교사였다. 의사는 소년의 어머니로부터 그는 일찍부터 철저한 기독교 교육을 받았고, 말을 유난히 사랑했었다는 이야기를 듣는다. 그리고 소년의 어머니는 기독교의 광신도인데 반해 아버지는 무신론자라는 것도 알게 된다. 그런 이질적 부모 밑에서 성장한 소년은 전기기구 상점에서 점원 노릇을 하다가 마구간에서 일하고 있던 소녀를 알게 되고, 그녀의 소개로 마구간에서 그녀와 같이 일하게 된다. 이야말로 소년에게는 생의 환희이며 인생의 전부였다. 어느날 소녀는 소년을 꾀어 성인영화를 구경한다. 그런데 뜻밖에도 거기서 항상 근엄하기만 했던 아버지를 만났던 것이다. 소년의 실망은 더할 나위 없었다. 마구간으로 돌아온 소녀는 소년을 유혹하여 성관계를 갖는다. 그러나 소년은 뜻을 이루지 못한다. 말이 내려다보고 있었기 때문이다. 소년은 갑자기 분노가 폭발하여 말굽파게로 마구간의 말눈을 모조리 찔러 버린다. 그리고 자기 눈마저 찔렀던 것이다. 이상은 의사가 치료를 위해 소년에게 재현시킨 것이다. 소년은 신(神)을 긍정하는 어머니와 신을 부정하는 아버지와의 이질적 상황 속에서 자기모순이라는 성격을 만들었던 것이다. 고독했던 소년은 말을 동경과 애정과 신앙으로 삼았다. 그러나 기성에 대한 일체가 무너지면서 신처럼 생각했던 말을 공격하고 말았던 것이다. 우리는 '에쿠우스'에 나오는 말을 신이라든가 숙명, 또는 냉혹한 현실과 물질문명의 상징으로 볼 수가 있다. 젊은이는 그런 비정과 중압감에서 자기 생의 의미를 찾고 인간으로서의 존재 확인을 위해 방황한 것이다. 그리함으로써 자기 스스로를 그대로 포기하는 것이 아니라 자기를 새롭게 발견하기 위한 자기 포기를 결행했던 것이다.